# かげろうの詩
『かげろうの詩』（かげろうのうた、イタリア語: La costanza della ragione, 「理性の恒常性」の意）は、1964年（昭和39年）製作・公開、パスクァーレ・フェスタ・カンパニーレ監督のイタリア・フランス合作映画である。

## 略歴・概要
本作は、ヴァスコ・プラトリーニが前年の1963年（昭和38年）に発表した小説を原作にファビオ・カルピとパスクァーレ・フェスタ・カンパニーレが脚色し、1964年、ローマの映画会社フランカ・フィルムとパリの映画会社SNCが製作、完成した作品である。パスクァーレ・フェスタ・カンパニーレにとっては、マッシモ・フランチオーザとの2本の共同監督作を経ての初のソロ監督作である。フランチオーザは脚本にも参加していない。
日本では、2011年（平成23年）2月現在に至るまで劇場公開されておらず、時期は不明であるが『かげろうの詩』のタイトルでテレビ放映されている。ビデオグラムは発売されていない。

## スタッフ・作品データ
- 監督 : パスクァーレ・フェスタ・カンパニーレ
- 原作 : ヴァスコ・プラトリーニ （Vasco Pratolini）
- 脚本 : ファビオ・カルピ （Fabio Carpi）、パスクァーレ・フェスタ・カンパニーレ
- 撮影 : エンニオ・グァルニエーリ （fr:Ennio Guarnieri）
- 装置 : ピエル・ルイジ・ピッツィ （Pier Luigi Pizzi）
- 編集 : ルッジェロ・マストロヤンニ （en:Ruggero Mastroianni）
- 音楽 : ジョルジオ・ジンジ （Giorgio Zinzi [4]）

- フォーマット : 白黒映画 - スコープサイズ（2.35:1） - モノラル録音

## キャスト
クレジット順
- サミー・フレイ （Sami Frey） - ブルーノ・サンティーニ
- カトリーヌ・ドヌーヴ - ロリ
- エンリコ・マリア・サレルノ （Enrico Maria Salerno） - ミッロスキ
- ノルマ・ベンゲル （Norma Bengell） - ブルーノの母
- アンドレア・ケッキ （Andrea Checchi） - ロリの父

アルファベット順
- アドリアーナ・アンベージ （Adriana Ambesi）
- リア・アンジェレーリ （Lia Angeleri） - ロリの義母
- グラウコ・マウリ （Glauco Mauri） - ルイジ
- ヴァレーリア・モリコーニ （Valeria Moriconi） - ジュディッタ
- セルジオ・トファーノ （Sergio Tofano） - ドン・ボニファーツィ
- ロモロ・ヴァッリ （Romolo Valli）

## 註
1. 1 2 3 4  La costanza della ragione, インターネット・ムービー・データベース （英語）, 2011年2月15日閲覧。
2. ↑  La Costanza Della Ragione, allmovie （英語）, 2011年2月15日閲覧。
3. 1 2  かげろうの詩、allcinema ONLINE, 2011年2月15日閲覧。
4. ↑  Giorgio Zinzi - IMDb（英語）, 2011年2月15日閲覧。